# Mikael av Tver
Mikael of Tver, död 1318, var en rysk monark. Han var regerande storfurste av Vladimir från 1304 till 1318.